# فلاديمير ماياكوفسكي
فلاديمير فلاديميريوفيتش ماياكوفسكي (الروسية: Владимир Маяковский) (19 يوليو 1893-14 أبريل 1930)، كاتب وشاعر روسي ولد في بلدة بغدادي، في جورجيا، وهي البلدة التي سميت باسمه فيما بعد.
والده روسي من أصول تتريه، وأمه من أصول أوكرانية، أتقن اللغتين الجورجية (بحكم الدراسة)، والروسية الأصلية (بحكم العائلة)، انتقل مع أمه وأختيه إلى العاصمة موسكو عام 1906، بعد وفاة والده، وفصل من الدراسة عام 1908 لصعوبة تدبر مصاريف تعليمه. ولكنه التحق فيما بعد بكلية الفنون الجميلة عام 1911.
تعرف في موسكو على الفكر الماركسي، وشارك في نشاطات حزب العمل الاشتراكي الديمقراطي الروسي، بالرغم من صغر سنه، حيث كان يبلغ من العمر 15 عاماً.
كتب العديد من المسرحيات والقصائد من أهمها قصيدة غيمة في سروال، التي سماها بذلك الاسم بعد اعتراض الرقابة على الاسم الأصلي لها، وهو (الحواري الثالث عشر).
انتحر ماياكوفسكي في 14 أبريل عام 1930 بعد فشله في حياته العاطفية، وعدم تحقيق الثورة طموحاته وأحلامه.

## ماياكوفسكي الشاعر والمناضل
ولد ماياكوفسكي، في العقد الأخير من القرن التاسع عشر:، وتحديداً، في عام 1893. الزمن الذي كانت فيه البلدان والشعوب التي تهيمن عليها الإمبراطورية الروسية تئن تحت نير الاستبداد والعبودية، وفي الوقت ذاته كان الثوريون من مثقفين وعمّال وفلاحين وتنظيمات ثورية سرية وعلنية تقود المقاومة ضد النظام القيصري. ولد فلاديمير ماياكوفسكي، شاعر المستقبل، في قرية بغدادي؛ من أعمال جورجيا، في تلك القرية النائية، قضى طفولته الأولى. كان أبوه يعمل حارساً أو مشرفاً على الغابات. وكانت أمه، ابنة عسكري، تهوى الشعر والرسم.
كان الأب رجلاً كريماً مضيافاً؛ فمن النادر أن يمضي يوم من غير أن يستقبل أبوه في بيته الضيوف. وفي البيت المضياف، سمع الصغير فلاديمير اللغات المختلفة من الضيوف المنتمين إلى قوميات مختلفة متعددة اللغة: الروسية، الجورجية، التترية والأرمنية.
عندما بلغ فلاديمير الثامنة من عمره، حملته أمه إلى بلدة كوتايسي، إذ لم يكن في قريته بغدادي مدرسة بعد.
في سنين تعليمه الأولى أحسّ الصغير فلاديمير بالاغتراب، واصطدم بالفوارق الطبقية بينه وبين زملائه، أبناء الموظفين الروس المتعجرفين، ومن يومها أحس بالاضطهاد الطبقي، وفي عام 1905 بدأ فلاديمير وهو في بداية سن المراهقة التعرف إلى الكتابات الثورية العلنية والسرية، والتي كانت تأتي بها أخته (لودميلا) من موسكو حيث كانت تدرس. وبشكل تلقائي وطبيعي، وجد نفسه منضماً إلى الحلقة الماركسية في (المدرسة العليا) في بلدة كوتايسي.
اشترك فلاديمير في تشرين الأول عام 1905 في أول مظاهرة سياسية، نُظمت في كوتايسي) بمناسبة الجنازة التي أقيمت في موسكو للبلشفي (نيقولا باومان) الذي اغتالته جماعة المئة السود الرجعية، وفي العام التالي، أي في عام 1906 توفي والده بشكل مفاجئ.
بوفاة والده، انقلبت حياة الأسرة رأساً على عقب. وبقيت الأسرة، دون أي مصدر رزق يذكر، سوى عشرة روبلات ـ تقاعد الأب ـ فاضطرت الأم للرحيل إلى موسكو. ومنذ تلك اللحظة أحس فلاديمير ذو الثلاثة عشر عاماً بالمسؤولية الكبيرة، كونه «رجل» الأسرة الوحيد. عاشت الأسرة في موسكو الفقر المدقع. كتب الشاعر فيما بعد في مذكراته: «عشنا في فقر. عشرة روبلات لا تكفي. أنا وأختاي في المدرسة، فاضطرت الأم لتأجير غرفة، والذهاب للعمل، كانت روسيا هي حلم حياتي، ولم يمثل أي شيء آخر لدي مثل هذه الجاذبية المرعبة».
التحق فلاديمير في موسكو بالمدرسة الثانوية، وهناك انضم إلى حزب العمل الاشتراكي الديمقراطي الروسي وجناح البلاشفة، وشارك بقوة في الدعاية السياسية بين عمال موسكو، وهذا كان سبب اعتقاله للمرة الأولى في 29 آذار 1908، في مبنى المطبعة السرية للحزب الاشتراكي الديمقراطي، لكن صغر سنه شفع له هذه المرة، فأفرجوا عنه ليوضع تحت رقابة الشرطة. بعدها التحق بكلية الفنون التطبيقية، وعلى الرغم من الرقابة الصارمة، بقي ناشطاً، يقوم بتوزيع المنشورات السياسية، فاعتقل شتاء 1909 للمرة الثانية، لمدة أربعين يوماً، أيضاً، شفع له صغر سنه، فأطلقوا سراحه. ولكن بعد ستة أشهر، أي في صيف 1909 اُعتقل للمرة الثالثة، حين اشترك في عملية تهريب ثلاث عشرة سجينة سياسية من سجن نوفنسكايا لكن هذه المرة سجن قرابة العام، في زنزانة منفردة، كما يتذكر في الزنزانة (103). ويصدر الحكم بحق الفتى، بنفيه لمدة ثلاث سنوات، لكن استعطاف أمه واسترحامها من جهة، وصغر سنه من جهة ثانية؛ إذ لم يكن قد بلغ الثامنة عشرة، ومن أجل رعاية أمه وأختيه أفرج عنه.
في السجن، كتب قصائده الأولى، وهناك قرأ بايرون، وشكسبير وقرأ الأدب الروسي؛ بوشكين، وليرمنتوف، ودوستويفسكي.
بعد خروجه من السجن، يعلن ماياكوفسكي: «أريد أن أصنع فناً اشتراكيا». فانتسب مجدداً إلى مدرسة موسكو للرسم. هناك تعرف إلى جماعة المستقبليين.
في البداية، أعجب ماياكوفسكي بأفكار المستقبليين، الذين أعلنوا التمرد على الماضي، ونادوا بالإطاحة بالتراث الكلاسيكي ودعوا إلى تحرير الشعر من كل قيد. ونبذوا كل ما يمت إلى الأصالة الشعرية بصلة. ولم يكتفوا بذلك، بل كان سلوكهم الاجتماعي فيه شيء من الغرابة، فأخذوا يرتدون الثياب ذات الألوان الفاقعة، ويربطون المناديل في أعناقهم، بالإضافة إلى استخدام كلمات بذيئة في أثناء المناقشات الأدبية.
لم يستمر ماياكوفسكي طويلاً مع جماعة المستقبليين، فأدار لهم ظهره، واتجه بكليته إلى الفن الواقعي، لكنه حافظ بقوة على التجديد الشعري المؤسس على تقاليد الشعر الروسي العريق.
ومن قصائده قبل الثورة، قصيدة هامة بعنوان: غيمة في سروال. وتعد هذه القصيدة من أهم قصائد ماياكوفسكي وأنضجها، قبيل الثورة، بدأها عام 1914، وكان عمره اثنتين وعشرين سنة. كان عنوان القصيدة في البداية: «الحواري الثالث عشر». لكن الرقابة لم توافق على هذا العنوان، فاضطر لتغييره إلى: غيمة في سروال قاصداً التهكم على الرقابة والسخرية منها، من ناحية، ومن الناس الرخوين من ناحية ثانية.
حدّد ماياكوفسكي نفسه مغزى القصيدة، ومضمونها فكتب: (فليسقط حبكم. فليسقط فنّكم. فليسقط نظامكم. فلتسقط ديانتكم) أربع صرخات لأربعة مقاطع.
خرج ماياكوفسكي، عن المألوف، فحطّم الوزن والقافية، وحافظ على الإيقاع، مستفزاً مشاعر الجماهير محرضاَ لها.
في أثناء تجوال مجموعة من الشعراء في أرجاء روسيا، يلقون قصائدهم الثورية. فجأة وقع ماياكوفسكي في مدينة أوديسا بحب صبية جميلة، ـ ماريا ألكسيفنا دينيسوفاـ وهذه الفتاة بالإضافة إلى جمالها، كانت فتاة مثقفة، وذكية، وتهتم بكل جديد، ومعاصر، ويبدو أن الشاعر المتميز المجدد قد جذبها، وكانت علاقة حب بينهما. ولكن لم يستمر هذا الحب طويلاً، فالحبيبة التي وقع الشاعر في غرامها تخلت عنه بسرعة لتتزوج من رجل ثري».
وهذا ما جعل الشاعر ينقم أكثر على المجتمع البرجوازي، وقيمه المزيفة وعلاقاته التجارية، إذ يعتبر أن (الثراء) والمجتمع البرجوازي، هما اللذان حرماه من حبيبته، وانتزعاها منه، وفي رأيه أنه لا يمكن أن تقوم علاقة إنسانية متكافئة في أحضان المجتمع البرجوازى. تنبأ ماياكوفسكي في قصيدته غيمة في سروال بالثورة التي ستنتصر عام 1916، لكنها تأخرت لعام 1917،
وتنتصر الثورة التي بشّر بها، ونذر نفسه لها، وتنبأ بها، بعد عام على تنبئه، في عام 1917، لتكون أول ثورة اشتراكية، دولة الكادحين من عمال وفلاحين ومثقفين ثوريين، ولتصبح أمل ملايين الملايين في أرجاء المعمورة، وتكون هذه الثورة منعطفاً حاسماً ليس في روسيا فحسب، بل في العالم كله، وتبدأ مرحلة جديدة في البلاد، وفي حياة ماياكوفسكي الإبداعية والاجتماعية ويعلن على الملأ: «إنها ثورتي».
فجّر ماياكوفسكي كل طاقاته ومواهبه، وعمل في كل الاتجاهات، من أجل ترسيخ مبادئ الثورة الاشتراكية الفتية، فشارك في كل نشاطات الحزب، وألقى القصائد الحماسية في منظمات الشباب والعمال والفلاحين، ويضمن قصائده شعارات الثورة التي لم يألفها الشعر الروسي من قبل، ويدافع عنها بقوة وحزم، مبرراً ذلك بأن الفن يجب أن يكون في خدمة المجتمع والشعب، مستجيباً لمتطلبات المرحلة وقضايا جماهير الكادحين العادلة والمصيرية. وتضيق به حلبات موسكو على اتساعها، فينطلق إلى أرجاء روسيا ومدنها الكبيرة إلى المعامل، والمزارع، وكل التجمعات البشرية ليلقي قصائده الثورية، محرضاً من أجل ترسيخ مبادئ الاشتراكية، ولم يكتف بذلك، بل كتب المسرحيات والسيناريوهات للسينما، ومثّل فيها أيضاً، وعمل في كل مجال له علاقة بالجماهير العريضة، حتى كتب الشعارات الثورية واللافتات في الشوارع، وعلقها بيديه.
سافر ماياكوفسكي إلى ألمانيا وفرنسا عام 1922، وتعرف إلى أوروبا، وكرَّر زياراته إلى هذين البلدين، كما سافر إلى المكسيك والولايات المتحدة الأمريكية، وهناك أعلن: «جئت لأدهش، لا لكي أندهش». لم يعجب كثيراً بحضارة الغرب، وخاصة، أمريكا.
وفي كل العواصم التي زارها، كان ماياكوفسكي يلقي قصائده، ومحاضرات عن ثورة أكتوبر العظمى، وعن الاشتراكية، وعن الأدب الروسي، وكان يلتقي الشخصيات الأدبية المشهورة. وأحب ماياكوفسكي باريس، وطاب له المقام فيها
وقال: «باريس جميلة، ظاهرة مدهشة، متناقضة ومعقدة، لكن باريس لم تعط الإنسان السعادة بعد».
تعرف في باريس عام 1928 على تتيانا ياكوفلوفا من أصل روسي، وأحبته وأحبها، ووعدها بالزواج،
لكنه غادرها، ولم يستطع العودة إليها، وحبيبته تانيا هذه لم تنتظره. فتزوجت من غيره، وهذا ما آلمه.
كان ماياكوفسكي يعود من الغرب وكله إيمان ببشاعة الرأسمالية، ويزيد من ذلك حبه لوطنه الاشتراكي، وتتجدد حماسته، لترسيخ قيم الحب والخير والجمال والعدل، في الوطن الذي طالما حلم به وناضل من أجله، ولكن اصطدم الشاعر بالمتسللين إلى الحزب وبالمتسلقين، وبالانتهازيين وبالبيروقراطيين، الذين استلموا مناصب في جهاز الحزب والحكومة.
كان ماياكوفسكي قد ناضل وكافح وضحّى من أجل الثورة ضد البرجوازية والقياصرة، فإنه بعد انتصار الثورة صار يناضل ضد كل أشكال البيروقراطية، والانتهازية، التي بدأت تتفشى في الحزب والدولة. وقد استغل بعض المقربين من لينين، رأي قائد الثورة في جماعة المستقبليين، بشكل عام، وفي شعر ماياكوفسكي بشكل خاص، وأخذوا يهاجمون ماياكوفسكي ويحاربونه علناً. وكان لينين قد أعرب أكثر من مرة عن عدم ارتياحه لشعر المستقبليين وفوضويتهم، وهذيانهم. وكان يعد مايكوفسكي منهم
ولينين نفسه لام لوناتشارسكي لوماً شديداً، كيف سمح بطباعة خمسة آلاف نسخة من قصيدة مايكوفسكي (150.000.000 ـ مئة وخمسون مليون
هذا هو مطلع قصيدة 150.000.000 التي لم تعجب لينين قائد الثورة، والتي حطم فيها مايكوفسكي القافية والوزن، وحافظ على الإيقاع، ولينين اعتاد الشعر الكلاسيكي
لكن الجدير بالذكر، أن الشاعر لم يقف الموقف ذاته من لينين، ولم يعتب عليه، ولم يحقد لرأيه في شعره، فعندما مات لينين ـ 1924، كتب ماياكوفسكي قصيدته ـ الملحمة ـفلاديمير إيلتش لينين.
ويُعد النقاد هذه الملحمة من روائع ماياكوفسكي على الرغم من أنه تخلى كثيراً عن فنية القصيدة على حساب المضمون السياسي
لقد آلم ماياكوفسكي. وهو شاعر الثورة، التي ضحّى من أجلها بكل شيء، أن يرى نفسه محاصراً من الجهات المسؤولة في الحزب والدولة، وآلمه أكثر أن بعض أصدقائه سكتوا عن المهازل التي ترتكب بحق شاعر الثورة.
فمن جهته، كشاعر، وثوري، وشيوعي، وإنسان، لم يستطع مهادنة الانتهازيين، وذوي المنافع الشخصية، فكتب مسرحياته الناقدة اللاذعة، وقصائده التي تفضح هؤلاء البيروقراطيين، الذين كرسوا الروتين القاتل الذي يشل العقل والتفكير، فكتب قصيدته مجنون الاجتماعات، أثنى عليها لينين قائد الثورة وأحبها، لأنها فضحت أولئك الذين يخرجون من اجتماع ويدخلون في آخر، فثمة مواطن يأتي إلى مؤسسة رسمية مراجعاً، منذ الفجر الأول وحتى غياب الشمس، لا يجد مسؤولاً واحداً، أين هو؟ في اجتماع ثقافي، في اجتماع شبيبي، في اجتماع إنتاجي، في اجتماع.. إلخ.
فماياكوفسكي، ولينين لم يحبذا كثرة الاجتماعات وهدر الوقت في الثرثرة، والكلام الفارغ دون جدوى، في حين عشرات الآلاف من العمال خلف الآلات، ومن ثم كتب قصيدته الرائعة فظائع الأوراق التي يفضح فيها الروتين الظالم والبيروقراطية، كما استهل قصيدته عن الهوية السوفيتية:
«لو كنت ذئباً لقضمت البيروقراطية»
لكن البيروقراطيين، كانوا له بالمرصاد، فشددوا الحصار عليه، وتوجه النقاد المتزمتون ضيقو الأفق، بالسخرية والتهكم منه ومن أشعاره، وراحوا يشنون الحرب عليه علناً، شاركهم بذلك أساتذة الجامعات والمعاهد الذين طالبوا بعدم خروج الشعر الروسي عن المألوف، ومع كل هجوم جديد كانت شعبية ماياكوفسكي تزداد، على الرغم من الحملات المسعورة المنظمة ضد هذا الثائر على الشكل والمضمون ليس في الشعر فحسب، بل على كل مظاهر الفساد في أجهزة الدولة وفي صفوف الحزب، والتي كانت في رأيه تخون الطبقة العاملة باسم الطبقة العاملة. ولم يكتفوا بالنقد اللاذع والتهكم المرير، وإلصاق التهم الخرقاء بالشاعر، بل سحبوا مؤلفاته من المكتبات، ورفضوا طباعة أعماله الجديدة.

### الانتحار
وهكذا، حوصر الشاعر من كل الجهات، فحاول الرحيل إلى باريس، حيث تقيم حبيبته تانيا ياكلوفلوفا، فمنعوه من الخروج بكل الطرق. وعندما عرفت (تانيا) بذلك، تزوجت من الفيسكونت دوبليه، مما زاد ذلك عذابه وآلامه، عدم السماح له بالسفر أولاً، وثانياً فقدان الحبيبة، وذلك، سرّع في يأسه وإحباطه، وأحكموا الطوق حوله، وشددّوا الرقابة أكثر، وأحسّ أنه محاصر من كل الجهات. فلم يبق أمامه أي مخرج، كما قال في رسالته الأخيرة التي كانت بمثابة وصية، وأنهى حياته بيده في 14 نيسان 1930.
في ذلك اليوم المشؤوم، وجدوا جثته ورسالته الأخيرة، وبيده التي خط بها عشرات الآلاف من القصائد والمسرحيات، والسيناريوهات، كتب الأسطر التالية، من غير أن ترتجف يده، ثم أطلق النار على نفسه بمسدس كان بحوزته:
" إلى الجميع
لا تتهموا أحداً في موتي، وأرجو أن لا تنمّوا. فالراحل لم يكن يطيق ذلك.
ماما، أخواتي ورفاقي، سامحوني – هذه ليست الطريقة الصحيحة (و لا أنصح غيري بها)، ولكن لم يبق باليد حيلة.
ليلا – أحبيني.
أيها الرفيق– الحكومة: عائلتي هي ليلا بريك، ماما، أخواتي وفيرونيكا فيلتودوفنا بولونسكايا.
إذا دبّرت لهم حياة مقبولة – فشكراً.
أعطوا هذه القصيدة التي ابتدأتُها إلى آل بريك، وهم سيفهمون.
كما يقال – " trop poivre` "،
و قارب الحب تحطم على صخرة الحياة.
لقد تحاسبت مع الدنيا
و لا فائدة من تعداد
الآلام المتبادلة
المصائب
و الإهانات.
أتمنى لكم السعادة في البقاء.
فلاديمير ماياكوفسكي 12 نيسان 1930 "

#### أعمال ماياكوفسكي الأدبية
عد ديوان «صفعة علي وجه الرأي العام» -وهو ديوان يتبني أفكار التيار المستقبلي- أول أعمال ماياكوفسكي الشعرية ويتضمن قصائد مثل «صباح» و«ليل» تنتقد في مجملها الأوضاع السياسية لروسيا ما قبل الثورة. تتسبب آرائه السياسية المتبلورة في أعماله في فصله من مدرسة موسكو للفن في عام 1914 وتشهد تلك الفترة تحولاً ملحوظاً في أسلوب ماياكوفسكي الأدبي فيتخلي عن ميوله المستقبلية ليتجه إلي السرد الواقعي. يصف أغلب النقاد الأعمال التي نشرها في الفترة التي سبقت ثورة أكتوبر بأنها أهم أعمال ماياكوفسكي وأكثرها تأثيراً.
نشرت قصيدة ماياكوفسكي الأشهر -غيمة في سروال- عام 1915 وتميزت عن سابقاتها بطولها النسبي وبإثارتها للرأي العام حيث تناولت العديد من المواضيع الساخنة مثل الأديان والفنون وخاصة الحب فقد عكست القصيدة حالة الرفض التي كان يشعر بها الشاعر نتيجة لإخفاقه في تجربته العاطفية. حدّد ماياكوفسكي نفسه مغزى القصيدة، ومضمونها فكتب: (فليسقط حبكم. فليسقط فنّكم. فليسقط نظامكم. فلتسقط ديانتكم) أربع صرخات لأربعة مقاطع. جدير بالذكر أن عنوان القصيدة كان في البداية: الحواري الثالث عشر. لكن الرقابة لم توافق على هذا العنوان، فاضطر بعد لأي، لتغييره إلى: «غيمة في سروال» قاصداً التهكم على الرقابة والسخرية منها، من ناحية، ومن الناس الرخوين من ناحية ثانية.
من سمات اللغة التي كتبت بها القصيدة أنها كانت تشبه «لغة الشوارع» فقد أراد ماياكوفسكي -من خلالها- التهكم على المفاهيم الرومنطيقية والمثالية للشعر التي كانت منتشرة آنذاك.
بعد نشر "سحابة في سروال" دخل ماياكوفسكي في علاقة عاطفية مع ليليا بريك زوجة ناشر قصائده أوسيب بريك. وقد كانت تلك العلاقة العاطفية بجوار الحرب العالمية الأولي المؤثر الأبرز على كل أعماله لتلك المرحلة فأتت قصيدة الحرب والحياة -1916" لتبرز خواطره عن الإنسان والحرب وقصيدة "إنسان -1917" لتجسد مخاوفه العاطفية.
بعد رفضه كمتطوعاً في صفوف الجيش إبان الحرب العالمية الأولى، عمل ماياكوفسكي رساماً في القوات السيارة للجيش في بيتروجراد (سانت بطرسبرغ حالياً) وهناك شهد الثورة الروسية التي كتب عنها «إلى اليسار در! من أجل جنود البحرية - 1918» والتي ألقاها في المسارح البحرية أمام جماهير من البحارة.
بعد عودته إلي موسكو، قام ماياكوفسكي بنشر أول مجموعة من القصائد بعنوان "الأعمال المجمعة 1919"-1909" ورسخت تلك الأعمال شعبيته كمناضل مستقبلي يساري وأصبح واحد من الأدباء السوفييتين القلائل المسموح لهم بالسفر بحرية وبالفعل أسفرت رحلاته المتعددة إلى الولايات المتحدة الأمريكية ولاتفيا وبريطانيا وألمانيا والمكسيك وكوبا عن أعمال أدبية مثل "اكتشافي لأمريكا - 1925"
في إحدي جولاته بالولايات المتحدة، تعرف ماياكوفسكي على إيلي جونز وارتبط معها في علاقة سرية وأنجبت له ابنته الوحيدة وفي العام 1928 ارتبط بتاتيانا ياكوفليفا وكتب لها قصيدة بعنوان «رسالة إلى تاتيانا ياكوفليفا».
آخر عامين في حياته كانا عامي التمهيد للانتحار، فيهما اصطدم بواقعه الحياتي حيث لا حب له يدوم وبالواقع الثوري حيث سرق الرأسماليون والمتسلقون والبيروقراطيون الثورة التي أفنى فيها ومن أجلها عمره. عبّر ماياكوفسكي عن حالة اليأس التي تملكته بأعمال هجائية حادة الأسلوب مثل البق -1929 والحمام -1930".

## ترجمات إلى العربية
- غيمة في بنطلون، مجموعة قصائد، ترجمة حسب الشيخ جعفر، دار أزمنة، عمّان، 2017[4]
- مجموعة قصائد، ترجمة محمد الأمين، على موقع "ميزان الزمان"[5]
- جحيم المدينة الهائل، قصيدة، ترجمة رفعت سلام، على موقع "الأنطولوجيا"[6]

## وصلات خارجية
- عشاق الاجتماعات (قصيدة مترجمة) - فلاديمير ماياكوفسكي
- اصغ (قصيدة مترجمة) - فلاديمير ماياكوفسكي
- فلاديمير ماياكوفسكي على موقع IMDb (الإنجليزية)
- فلاديمير ماياكوفسكي على موقع الموسوعة البريطانية (الإنجليزية)
- فلاديمير ماياكوفسكي على موقع ميوزك برينز (الإنجليزية)
- فلاديمير ماياكوفسكي على موقع قاعدة بيانات الأفلام السويدية (السويدية)
- فلاديمير ماياكوفسكي على موقع ديسكوغز (الإنجليزية)
- فلاديمير ماياكوفسكي على موقع قاعدة بيانات الفيلم (الإنجليزية)